# Лизи Каплан
Елизабет Ан „Лизи“ Каплан (на английски: Elizabeth Anne „Lizzy“ Caplan) е американска актриса, номинирана за „Еми“, „Сатурн“ и две награди „Сателит“. Известни продукции с нейно участие са филмите „Гадни момичета“, „Чудовищно“, „127 часа“, „Убийствено интервю“, сериалите „Ясновидката Тру“, „Истинска кръв“ и други.

## Биография
Лизи Каплан е родена на 30 юни 1982 г. в Лос Анджелис, Калифорния, в семейството на евреи, изповядващи реформистки юдаизъм. Баща ѝ е адвокат, а майка ѝ е политически съветник. Неин чичо е публициста Хауърд Брагман. Майка ѝ почива, когато е на тринадесет години.
Лизи учи в Музикалната академия към гимназия „Александър Хамилтън“ в Лос Анджелис. Първоначално се насочва към уроци по пиано, но по-късно решава да учи драматургия. Завършва през 2000 г.
От 2006 до 2012 г. има любовна връзка с актьора Матю Пери.

## Частична филмография
Кино
- 2002 – „Град Ориндж“ (Orange County)
- 2004 – „Гадни момичета“ (Mean Girls)
- 2008 – „Гаджето на най-добрия ми приятел“ (My Best Friend's Girl)
- 2008 – „Чудовищно“ (Cloverfield)
- 2010 – „Джакузи машина на времето“ (Hot Tub Time Machine)
- 2010 – „127 часа“ (127 Hours)
- 2012 – „Последният момински запой“ (Bachelorette)
- 2014 – „Убийствено интервю“ (The Interview)
- 2015 – „Купон преди Коледа“ (The Night Before)
- 2016 – „Зрителна измама 2“ (Now You See Me 2)

Телевизия
- 1999 – 2000 – Freaks and Geeks
- 2003 – The Pitts
- 2005 – „Ясновидката Тру“ (Tru Calling)
- 2005 – 2006 – Related
- 2006 – 2007 – The Class
- 2008 – „Истинска кръв“ (True Blood)
- 2009 – 2010 – Party Down
- 2012 – „Новото момиче“ (New Girl)
- 2013 – Masters of Sex